# Zacapa
Zacapa ist eine etwa 30.000 Einwohner zählende Stadt in Guatemala. Sie ist Verwaltungssitz des Departamentos Zacapa sowie der gleichnamigen Großgemeinde (Municipio), die sich auf 78 km² erstreckt und rund 60.000 Einwohner hat.

## Lage und Klima
Die Stadt liegt 146 km nordöstlich von Guatemala-Stadt auf 226 m Höhe. Man erreicht Zacapa über die Fernstraße zum Atlantik (CA 9) und die bei Río Hondo nach Süden abbiegende CA 10. Zacapa liegt am südlichen Rand des Motagua-Tales. Das Klima ist trocken und heiß.
Angrenzende Municipios sind Huité im Westen, Estanzuela im Nordwesten, Río Hondo im Norden, Gualán im Nordosten und La Unión im Osten. Im Süden grenzt Zacapa an das Departamento Chiquimula.

## Wirtschaft und Tourismus
Zacapa ist ein Handelszentrum für die umliegenden landwirtschaftlichen Betriebe. Wichtigste Erzeugnisse sind Zuckerrohr und Hartkäse. Zacapa ist besonders bekannt für seinen Tabak und seinen Rum, der auch ins Ausland exportiert wird.
1896 wurde Zacapa Eisenbahnknoten. Von der Bahnlinie von Guatemala-Stadt nach Puerto Barrios zweigte hier die Nebenstrecke nach Chiquimula und El Salvador ab. Der Bahnverkehr wurde 2007 bis auf weiteres eingestellt.
Zacapa hat eine sehenswerte Kathedrale.
In Zacapa hat die 2ª Brigada de Infantería “General Rafael Carrera” der guatemaltekischen Armee ihr Hauptquartier.

## Geschichte
Zacapa wurde am 10. November 1871 Verwaltungssitz des gleichnamigen Departamentos, erhielt jedoch erst mit der Fertigstellung der Bahnlinie im Jahr 1896 Stadtrechte. Vor 1871 war es ein Municipio des Departamentos Chiquimula.